# 11173 Jayanderson
11173 Jayanderson è un asteroide della fascia principale. Scoperto nel 1998, presenta un'orbita caratterizzata da un semiasse maggiore pari a 2,4463072 UA e da un'eccentricità di 0,1440530, inclinata di 2,48083° rispetto all'eclittica.